# Reaktor postępującej fali

Numeryczna symulacja TWR. Czerwony: uran-238, jasnozielony: pluton-239, czarny: produkty rozszczepienia. Intensywność niebieskiego koloru pomiędzy płytkami reprezentuje gęstość neutronów

Reaktor postępującej fali (ang. Traveling Wave Reactor – TWR) – typ reaktora jądrowego IV generacji, w którym materiały paliworodne są transmutowane w paliwo wraz z wypalaniem materiału rozszczepialnego.
Główną zaletą TWR, która wyróżnia ten typ reaktora od reaktorów prędkich, jest zdolność do wykorzystania paliwa bardzo wydajnie bez potrzeby wzbogacania uranu, ani przetwarzania go. Zamiast tego można używać uranu zubożonego, naturalnego, toru, zużytego paliwa z reaktora lekkowodnego, albo jakiejś kombinacji tych materiałów. Nazwa (postępująca fala) nawiązuje do faktu, że rozszczepienie nie następuje w całym rdzeniu, lecz zostaje ograniczone do strefy, która powoli przemieszcza się (postępuje) przez rdzeń z biegiem czasu. Reaktor teoretycznie może działać samowystarczalnie przez dziesięciolecia, bez dostarczania paliwa ani usuwania zużytego paliwa z reaktora.